# BMX-Rennsport-Europameisterschaften 2024
Die BMX-Rennsport-Europameisterschaften 2024 wurden vom 1. bis 2. Juni in Verona, Italien ausgetragen. Austragungsort der Wettkämpfe war die BMX Olympic Arena Verona.

## Ergebnisse

### Männer
| Disziplin             | Gold                                                       | Silber                                                     | Bronze                                                      |
| --------------------- | ---------------------------------------------------------- | ---------------------------------------------------------- | ----------------------------------------------------------- |
| Elite                 | Arthur Pilard                                              | Mathis Ragot-Richard                                       | Cédric Butti                                                |
| U23                   | Alexis Pieczanowsky                                        | Tim Goossens                                               | Jason Noordam                                               |
| Junioren              | Evan Oliviera                                              | Clément Rocherieux                                         | Mark Lüthi                                                  |
| Mannschaftszeitfahren | Frankreich Mathis Ragot-Richard Eddy Clerté Matéo Colsenet | Italien Giacomo Fantoni Martti Sciortino Pietro Bertagnoli | Niederlande Jason Noordam Julian Bijsterbosch Jay Schippers |

### Frauen
| Disziplin             | Gold                                                         | Silber                                                  | Bronze                                               |
| --------------------- | ------------------------------------------------------------ | ------------------------------------------------------- | ---------------------------------------------------- |
| Elite                 | Zoé Claessens                                                | Laura Smulders                                          | Nadine Aeberhard                                     |
| U23                   | Veronika Stūriška                                            | Emily Hutt                                              | Sabina Košárková                                     |
| Juniorinnen           | Anaïs Garnier                                                | Clara Gómez                                             | Evan Oliviera                                        |
| Mannschaftszeitfahren | Niederlande Judy Baauw Michelle Wissing Renske van Santfoort | Frankreich Camille Maire Tessa Martinez Charlotte Morot | Spanien Mariona Calvis Carla Gómez Adriana Domínguez |

## Medaillenspiegel
| Platz  | Land           | Gold | Silber | Bronze | Gesamt |
| ------ | -------------- | ---- | ------ | ------ | ------ |
| 1      | Frankreich     | 5    | 3      | 1      | 9      |
| 2      | Niederlande    | 1    | 2      | 2      | 5      |
| 3      | Schweiz        | 1    | –      | 3      | 4      |
| 4      | Lettland       | 1    | –      | –      | 1      |
| 5      | Spanien        | –    | 1      | 1      | 2      |
| 6      | Großbritannien | –    | 1      | –      | 1      |
| 6      | Italien        | –    | 1      | –      | 1      |
| 8      | Tschechien     | –    | –      | 1      | 1      |
| Gesamt | Gesamt         | 8    | 8      | 8      | 24     |